# Alija Moldagulova
Alija Moldagulova, sovjetska snajperistica, podrijetlom iz Kazahstana.
Iako rođena u Kazahstanu, s deset godina odlazi u Lenjingrad, gdje se njezin ujak upisuje na Vojnu akademiju. S 14 godina završava u sirotištu. Nakon mature, u jeku Drugoga svjetskoga rata, dobiva stipendiju Ribinske aviotehničke škole. U svibnju 1943. pridružuje se Crvenoj armiji i prolazi snajperističku obuku.
Nakon njemačke zasjede njezine brigade u siječnju 1944. kod Novosokolnikija, naredila je proboj u njemačke redove. Iako ju je nagazna mina ranila, nastavila se boriti do smrti. Nekoliko mjeseci kasnije posmrtno je odlikovana Heroinom Sovjetskoga Saveza i Lenjinovim ordenom. Ukupno je usmrtila 91 neprijateljskoga vojnika.
Kazahstan je 1995. godine o pedesetoj obljetnici završetka Drugoga svjetskoga rata izdao poštansku marku s njezinim likom. Dvije godine kasnije, podignut joj je spomenik u Almatiju na Astanskom trgu.